# دانتي (ديفل ماي كراي)

دانتي على غلاف لعبة دي إم سي ديفل ماي كراي

دانتي (باليابانية: ダ ン テ) والمعروف أيضًا باسمه المستعار طوني ريدڴراف، هي شخصية خيالية في سلسلة ألعاب الفيديو ديفل ماي كراي، تم إنشاؤها ونشرها بواسطة كابكوم. وتم تقديم دانتي باعتباره بطل القصة للعبة ديفل ماي كراي الجزء الأول، وهو حارس أمن مهمته صيد الشياطين وغيرهم من الأعداء الخارقين وإبادتهم، سعياً منه للٳنتقام لفقدان والدته ٳيفا وفقدان شقيقه التوأم فيرغل. والده هو سباردا، وقد ورث منه قوى خارقة يستخدمها مع مجموعة متنوعة من الأسلحة في الألعاب. تظهر الشخصية كذالك في العديد من روايات ديفل ماي كراي ومجلدات المانغا، وظهرت أيضاً في سلسلة الرسوم المتحركة التلفزيونية لعام 2007.
دانتي هو نصف شيطان. كان والده سباردا، شيطان قوي حارب من أجل بقاء البشرية قبل حوالي 2000 عام. وكان لديه أخ يسمى فيرغل. ونتيجة صراعهما، حصل كل منهما على نصف مفتاح البوابة بين عالم الشياطين والبشر. هذا المفتاح كان تميمة أمهم المتوفاة. ويعمل دانتي كصياد شياطين، لكنه غالبًا ما يروضهم من أجل المال. لديه مسدسان، يسمى الأول «إيبوني» والثاني «العاجي»، وسيف كبير يحمل بكلتا اليدين والذي كان يخص والده الشيطاني.